# 厳島神社 (鉾田市)
厳島神社（いつくしまじんじゃ）は、茨城県鉾田市の神社。

## 歴史
1265年（文永2年）に創建された。安芸国（現・広島県）の厳島神社より分霊を勧請したという。
当社は大谷川の水源の一つである池の中にあり、水面に映る社殿は広島の厳島神社を彷彿させるような雰囲気を出している。
現在の本殿は1697年（元禄10年）に建てられ、1747年（延享4年）に改修されている。向拝柱の龍の彫刻が特徴的である。

## 文化財
- 厳島神社本殿（茨城県指定文化財 昭和43年3月28日指定）[3]
- 厳島神社拝殿（鉾田市指定文化財）[4]

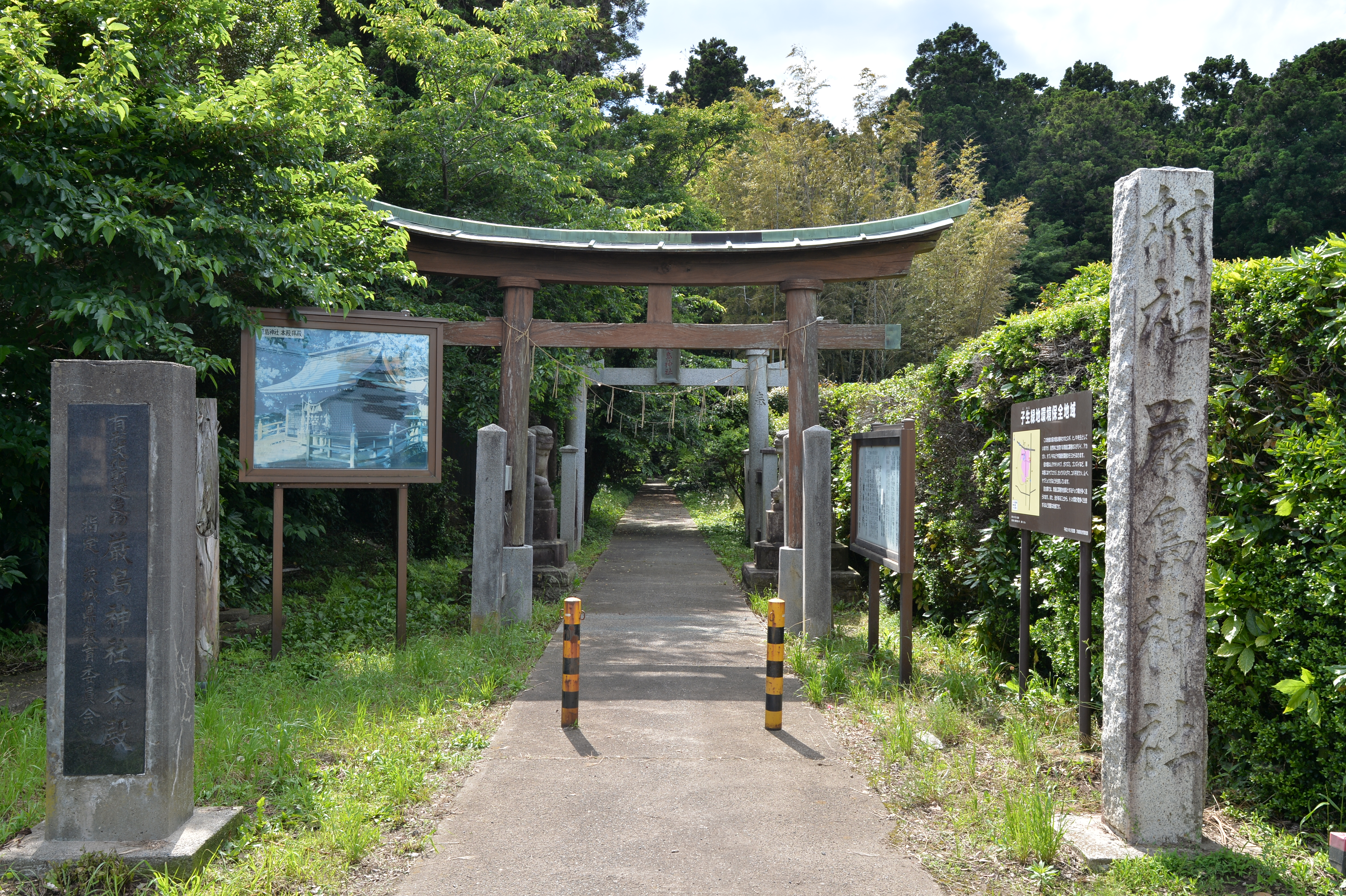
表参道入口と一の鳥居
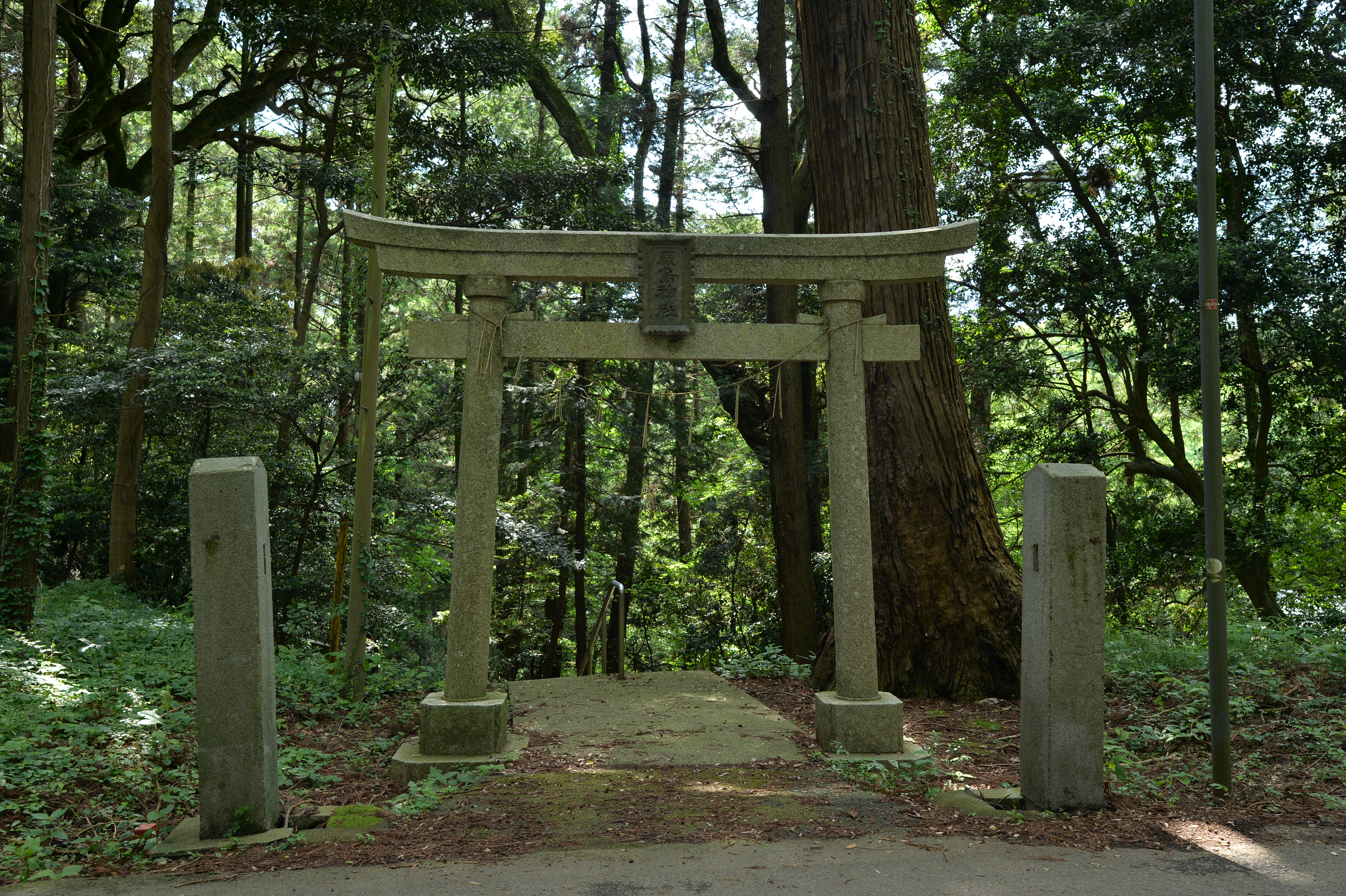
表参道の二の鳥居
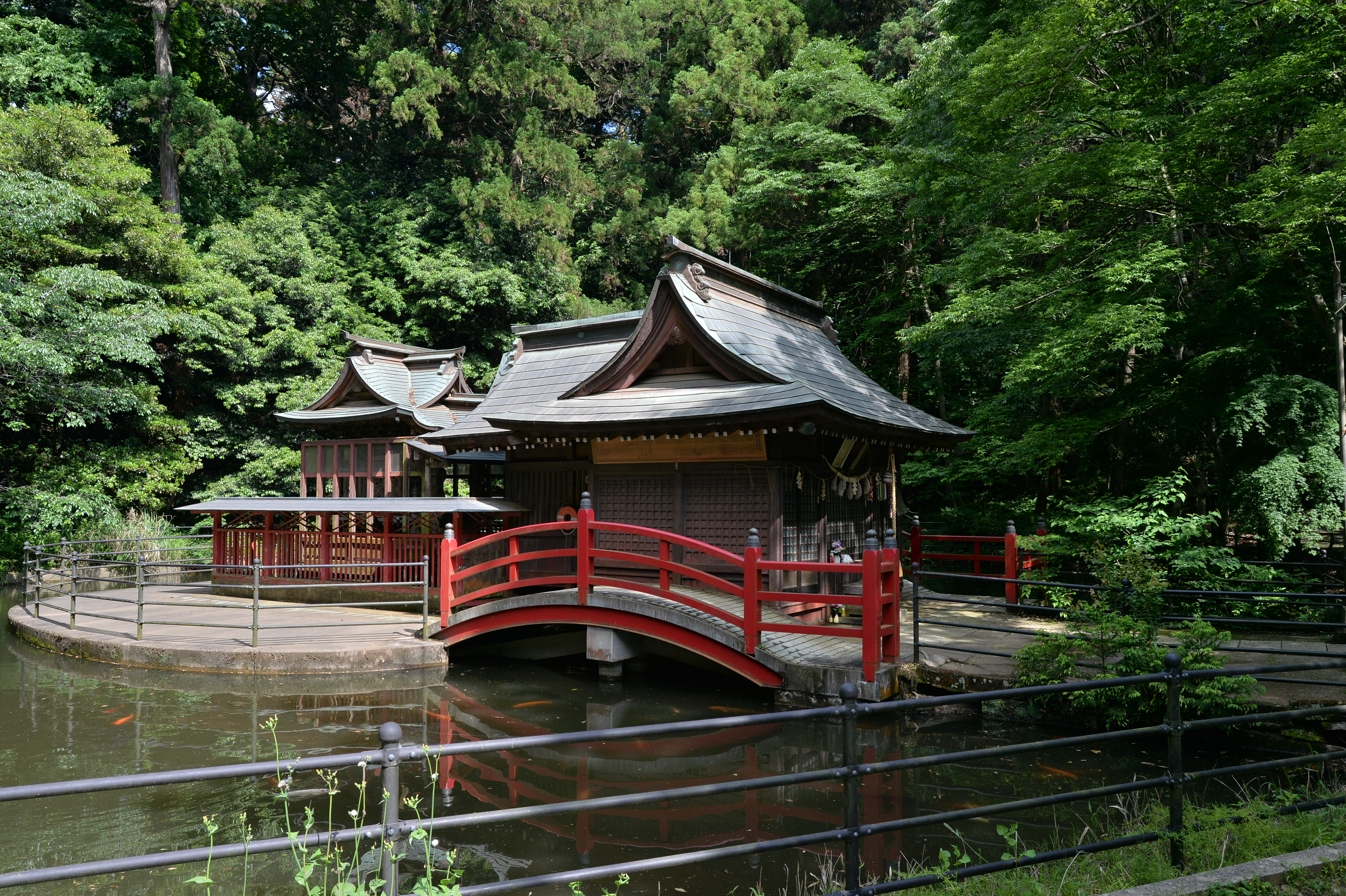
池の中にある本殿と拝殿
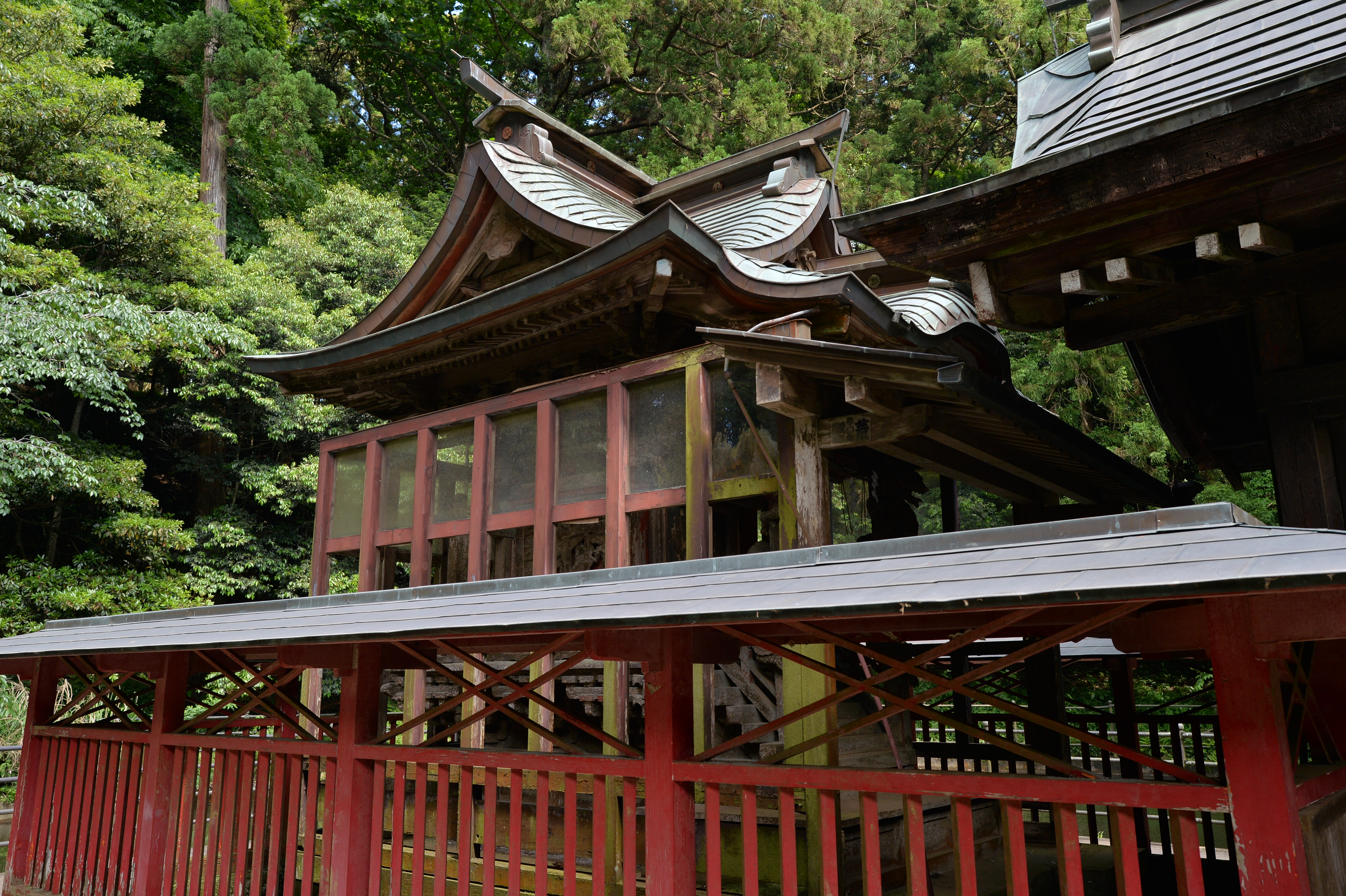
本殿
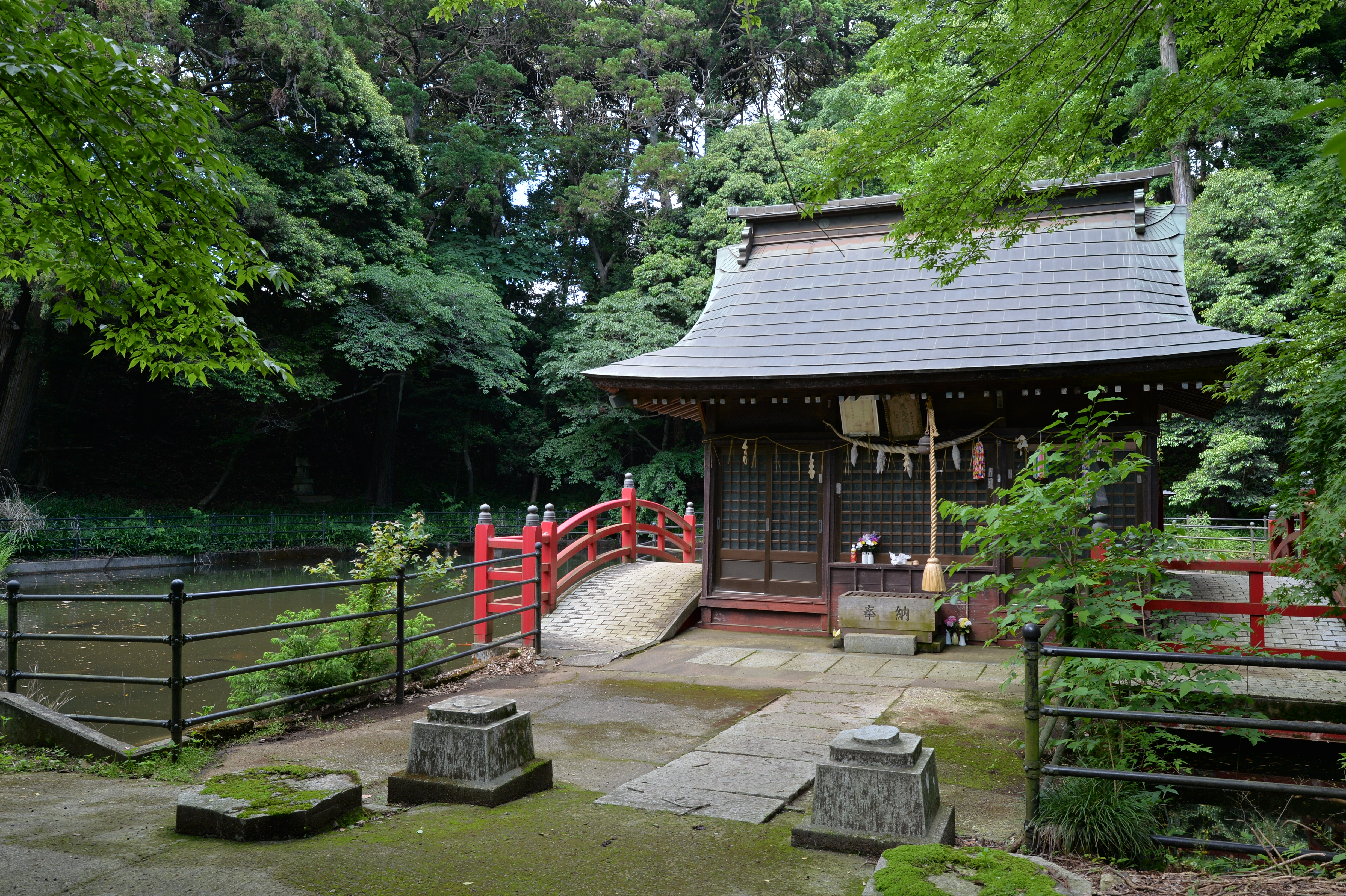
拝殿
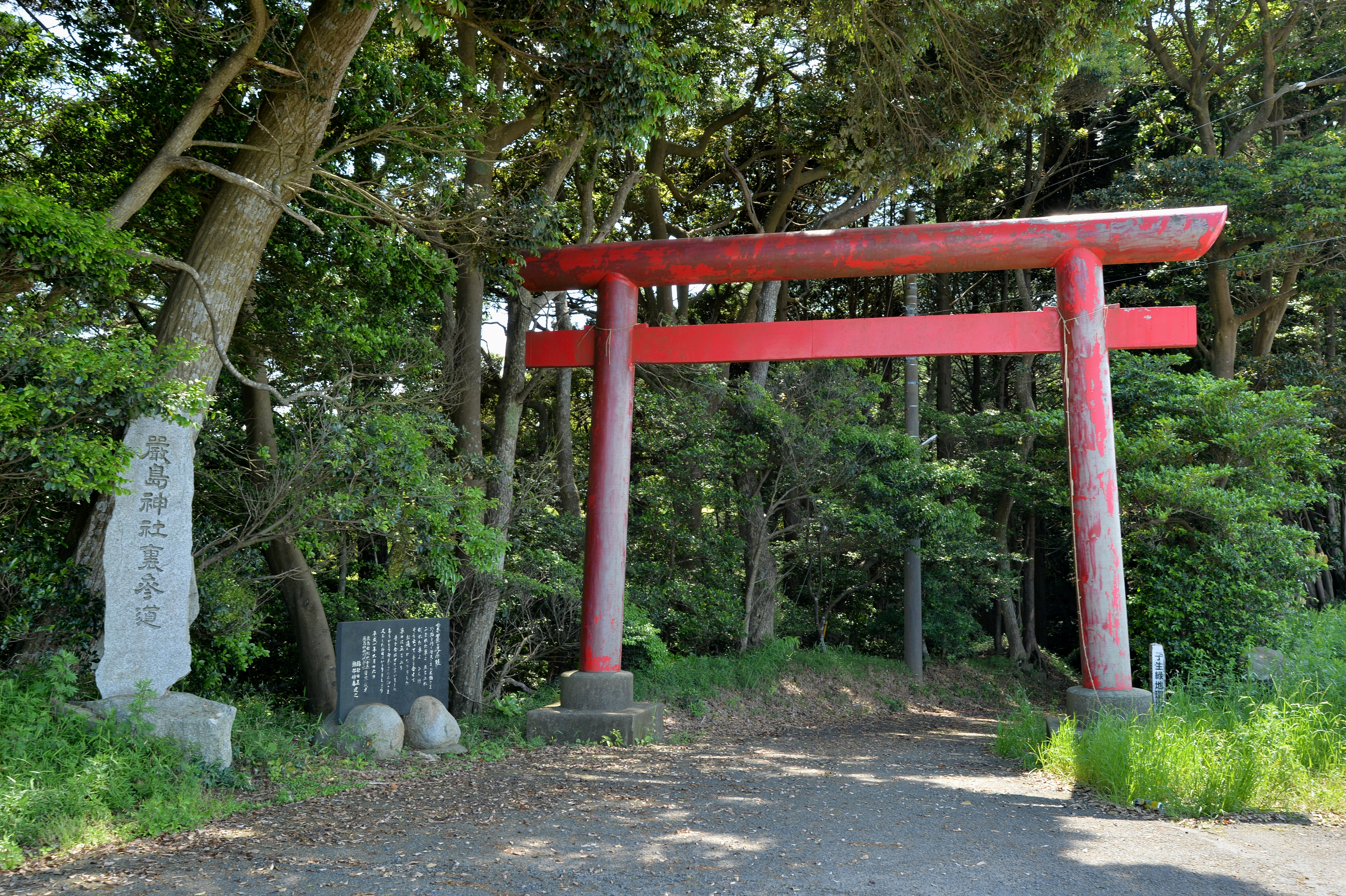
裏参道入口と一の鳥居
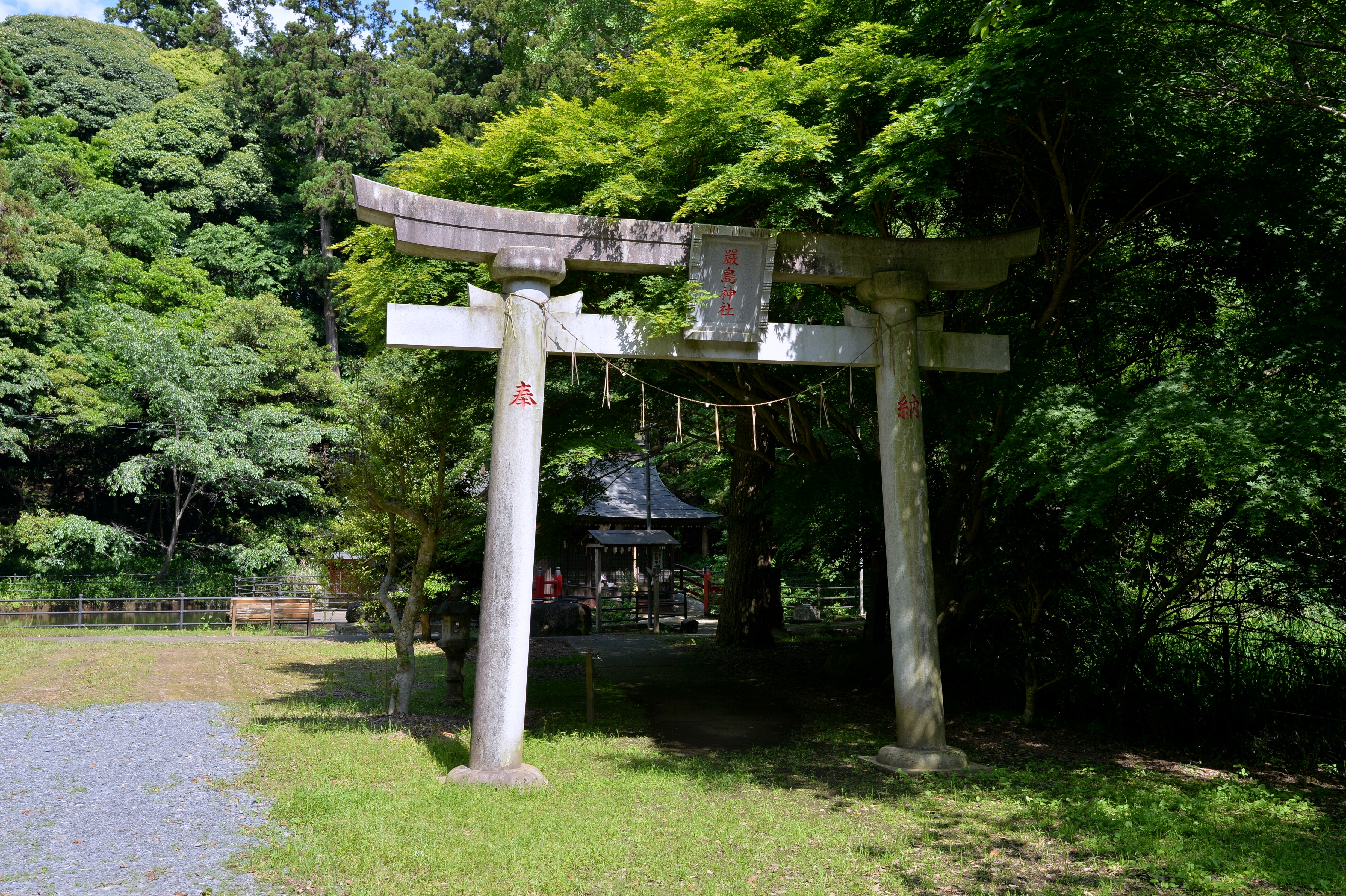
裏参道の二の鳥居

## 交通アクセス
- 鹿島旭駅より車5分。